# Bukovniško jezero
Bukovniško jezero je akumulacijsko jezero, ki  leži južno od naselja Bukovnica na jugovzhodu Goričkega.
To umetno jezero, ki je nastalo z zajezitvijo potoka Bukovnica, je povprečno je globoko 2-3 metre in doseže največjo globino do 8 m, nastalo pa je kot protipoplavni ukrep z regulacijskimi deli ob reki Ledavi in njenih pritokih. Njegova površina je približno 7 ha. Ojezerjenje je bilo sprva namenjeno ribogojništvu, pozneje pa se je razvil še ribolov in športni ribolov. Jezero leži med kostanjevo-bukovimi gozdovi in je pomemben razmnoževalni habitat dvoživk. V njem uspevata tudi ogroženi rastlini žabji šejek in vodni orešek. Na območju Bukovniškega jezera sicer najdemo več kot 300 rastlinskih vrst. 
V Bukovniškem jezeru so prisotne  različne ribje vrste: amurji, krapi, smuči, tolstolobiki ... Ob jezeru prebivajo še siva čaplja, vodomec, mlakarica, pa tudi kanja, kragulj, lastovica, štorklja, taščica.
Jezero obkrožajo bukovi gozdovi, v katerih živijo jelenjad, srnjad in divje svinje, pa tudi fazani, prepelice, poljski zajec ... 
Na hribu ob jezeru v bukovem gozdu se nahaja Kapela svetega Vida, ob njej pa izvira zdravilni studenec »sv. Vida«. Radiestezisti so na tem območju označili 26 energijskih točk. Že od nekdaj so Bukovniškemu jezeru pripisovali 'čarobno moč', po ustnem izročilu naj bi se namreč ljudem, ki so si oči izpiralo z vodo pri sv. Vidu, izboljšal vid, nekateri pa naj bi celo spregledali.
Okoli jezera poteka gozdna učna pot. Učna pot se začne ob gozdni cesti nad ribiško kočo in poteka krožno skozi gozd do Bukovniškega jezera in nazaj do izhodišča. Pot je dolga približno 1700 m, je nezahtevna z vsega 42 m višinske razlike. Na poti je 6 informacijskih tabel z osnovnimi informacijami o gozdni učni poti, obiskovalci pa lahko uživajo tudi v pustolovskem parku tik ob jezeru. Na voljo je tudi opremljeno parkirišče za avtodome. 